# Ocean Tower
El Torre Ocean también conocido como el Hotel Sofitel Plaza o The Mall, es un edificio en Karachi, Pakistán. También se conoce como  centro comercial Ocean. La torre Ocean era antes la torre Sofitel(International Hotels Chain) pero Sofitel abandonó su decisión de construir un hotel en Karachi debido a la inestable situación de seguridad en la ciudad. Una empresa privada, grupo Siddiqson y Triple Tree Associates tomó la propiedad del edificio en construcción y se terminó en 2012.